# 旧制中等教育学校の一覧 (長野県)
長野県における旧制中等教育学校の一覧（きゅうせいちゅうとうきょういくがっこうのいちらん）とは、学制改革前（第二次世界大戦前）の長野県内での旧学制の中等教育学校をまとめた一覧。

## 旧制中学校
- 旧制松本中学　　（現：長野県松本深志高等学校）第十八番変則中学→東筑摩郡立中学→長野県中学校松本支校→長野県尋常中学校→長野県尋常中学松本本校→長野県立松本中学→長野県松本中学
- 旧制長野中学　　　（現：長野県長野高等学校）上水内郡立中学→長野県中学校長野本校→長野県尋常中学校→長野県尋常中学長野支校→長野県立長野中学→長野県長野中学

一府県一中学制の制定/廃止、旧制県立中学校と県立師範学校の長野と松本とのキャンパス交換により本校、支校時代が交代する古い中学
- 旧制上田中学　　　（現：長野県上田高等学校）上田町立予備学校→第十六番変則中学→小県郡立中学→長野県中学校上田支校→長野県尋常中学上田支校→長野中学上田支校→長野県立上田中学→長野県上田中学
- 旧制飯田中学　　　（現：長野県飯田高等学校）下伊那郡立中学→長野県中学校飯田支校→長野県尋常中学飯田支校→松本中学飯田支校→長野県立飯田中学→長野県飯田中学

以上、明治33年以前に存在した旧制中学
- 旧制諏訪中学　　　（現：長野県諏訪清陵高等学校・附属中学校）旧制諏訪実科中学

明治33年以前に存在したが旧制母体が旧制中学ではない旧制中学
- 旧制大町中学　　　（現：長野県大町岳陽高等学校）旧制松本中学大町分校
- 旧制野沢中学　　　（現：長野県野沢北高等学校）旧制上田中学野沢分校
- 旧制飯山中学　　　（現：長野県飯山高等学校）旧制長野中学飯山分校

明治34年～6年にかけて設立された分校→以後各中学独立
- 旧制屋代中学　　　（現：長野県屋代高等学校・附属中学校）埴科中学から改称
- 旧制松本第二中学　（現：長野県松本県ヶ丘高等学校）
- 旧制須坂中学　　　（現：長野県須坂高等学校）上高井中学から改称
- 旧制伊那中学　　　（現：長野県伊那北高等学校）
- 旧制木曽中学　　　（現：長野県木曽青峰高等学校）

大正年間以降に創立された比較的新しい旧制中学
- 旧制長野市立中学　（普通科を分離し、旧長野北高等学校（現：長野高校））に統合。被服科は現：長野市立長野中学校・高等学校）
- 旧制岡谷市立中学　（現：長野県岡谷南高等学校）
- 旧制松本市立中学　（現：長野県松本美須々ヶ丘高等学校）
- 旧制岩村田町立岩村田中学　（現：長野県岩村田高等学校）
- 組合立長野県望月中学校（1942年）⇒（新制）長野県川西高等学校 ⇒（統合・県立移管）長野県望月高等学校 ⇒（2021年：廃校）

私立学校令に基づく旧制中学
- 小諸義塾（1906年閉校）
- 研成義塾（1938年閉校）

## 高等女学校

### 公立
- 長野町立長野高等女学校（1896年）⇒ 長野市立長野高等女学校 ⇒ 長野県立長野高等女学校 ⇒ 長野県長野高等女学校 ⇒《新制》長野県長野西高等学校
- 長野県長野第二高等女学校（1941年：長野県女子専門学校に併設）⇒《新制》長野県長野東高等学校 ⇒（1949年：統合）長野県長野西高等学校
- 松本高等女学校（1901年）⇒ 長野県立代用松本町立高等女学校 ⇒ 長野県市立松本高等女学校 ⇒ 長野県立松本高等女学校 ⇒ 長野県松本高等女学校 ⇒《新制》長野県松本蟻ヶ崎高等学校
- 長野県松本第二高等女学校（1929年：長野県松本女子師範学校に併設）⇒《新制》長野県松本真澄高等学校 ⇒（1949年：統合）長野県松本蟻ヶ崎高等学校
- 小県郡立上田高等女学校（1901年）⇒ 長野県立上田高等女学校 ⇒ 長野県上田高等女学校 ⇒《新制》長野県上田染谷丘高等学校
- 下伊那郡立下伊那高等女学校（1901年）⇒ 長野県立飯田高等女学校 ⇒ 長野県飯田高等女学校 ⇒《新制》長野県飯田西高等学校 ⇒（1949年：統合）長野県飯田風越高等学校
- 飯田町立飯田職業学校女子部（1921年）⇒ 飯田町立飯田実科高等女学校 ⇒ 飯田市立高等女学校（1943年）⇒《新制》飯田市立高等学校 ⇒ 長野県飯田北高等学校 ⇒（1949年：統合）長野県飯田風越高等学校
- 諏訪補習女学校（1901年）⇒ 上諏訪町立諏訪高等女学校（1908年）⇒ 長野県立諏訪高等女学校 ⇒ 長野県諏訪高等女学校 ⇒《新制》長野県諏訪二葉高等学校
- 長野県町立野沢実科高等女学校（1911年）⇒ 長野県郡立野沢高等女学校（1918年）⇒ 長野県南佐久高等女学校 ⇒ 長野県野沢高等女学校 ⇒《新制》長野県野沢南高等学校
- 長野県伊那町立伊那実科女学校（1911年）⇒ 上伊那郡立伊那高等女学校（1920年）⇒ 長野県伊那高等女学校 ⇒《新制》長野県伊那南高等学校 ⇒（1949年：統合）長野県伊那弥生ヶ丘高等学校
- 長野県伊那高等家政女学校（1942年）⇒ 長野県伊那町立高等女学校（1943年）⇒ 長野県町立伊那高等女学校 ⇒《新制》長野県伊那東高等学校 ⇒（1949年：統合）長野県伊那弥生ヶ丘高等学校
- 長野県町立大町実科高等女学校（1912年）⇒ 長野県北安曇郡大町高等女学校（1920年）⇒ 長野県大町高等女学校 ⇒《新制》長野県大町北高等学校 ⇒（2016年：統合）長野県大町岳陽高等学校
- 諏訪郡平野村立農蚕学校女子部（1913年）⇒ 村立平野実科高等女学校 ⇒ 平野村立平野高等女学校（1920年）⇒ 長野県平野高等女学校 ⇒ 長野県諏訪第二高等女学校 ⇒ 長野県岡谷高等女学校 ⇒《新制》長野県岡谷東高等学校
- 岡谷高等家政女学校（1942年）⇒ 岡谷市立高等女学校（1943年）⇒《新制》岡谷市立岡谷北高等学校 ⇒ 長野県岡谷北高等学校 ⇒（1949年：統合）長野県岡谷東高等学校
- 下水内郡立下水内高等女学校（1921年）⇒ 長野県飯山高等女学校 ⇒《新制》長野県飯山南高等学校 ⇒（2014年：統合）長野県飯山高等学校
- 須坂町立須坂実科高等女学校（1918年）⇒ 長野県須坂実科高等女学校 ⇒ 長野県須坂高等女学校（1922年）⇒《新制》長野県須坂東高等学校
- 小諸町立小諸実科高等女学校（1919年）⇒ 小諸町立小諸高等女学校（1922年）⇒ 長野県小諸高等女学校 ⇒《新制》長野県小諸高等学校
- 長野県更級高等女学校（1923年）⇒ 長野県篠ノ井高等女学校 ⇒《新制》長野県篠ノ井高等学校
- 長野県豊科高等女学校（1923年）⇒《新制》長野県豊科高等学校
- 中野町立中野実科高等女学校（1911年）⇒ 下高井郡町村組合立長野県下高井高等女学校（1923年）⇒ 長野県中野高等女学校 ⇒《新制》長野県中野高等学校 ⇒（2007年：統合）長野県中野立志館高等学校
- 福島町立木曽福島実科高等女学校（1923年）⇒ 長野県木曽高等女学校（1925年）⇒《新制》長野県木曽東高等学校 ⇒（1982年：統合）長野県木曽高等学校 ⇒（2007年：統合）長野県木曽青峰高等学校
- 長野県組合立埴科農蚕学校女子部（1909年）⇒ 長野県埴科実科高等女学校 ⇒ 長野県埴科高等女学校（1926年）⇒ 長野県屋代高等女学校 ⇒《新制》長野県屋代南高等学校
- 松代実科高等女学校（1917年）⇒ 長野県松代高等女学校（1928年）⇒ 組合立長野県松代高等女学校 ⇒《新制・統合》長野県松代高等学校
- 岩村田町立岩村田実科女学校（1919年）⇒ 岩村田町立岩村田高等女学校（1929年）⇒《新制》長野県岩村田城戸ヶ丘高等学校 ⇒（1949年：統合）長野県岩村田高等学校
- 長野県望月実科高等女学校（1926年）⇒ 長野県望月高等女学校（1931年）⇒《新制》長野県望月高等学校 ⇒（2021年：廃校）
- 長野県塩尻実科高等女学校（1928年）⇒ 長野県塩尻高等女学校（1938年）⇒《新制》長野県塩尻高等学校 ⇒（統合）長野県桔梗ヶ原高等学校 ⇒ 長野県塩尻高等学校 ⇒ 長野県塩尻志学館高等学校（2000年）
- 長野県市立松本女子職業学校（1909年）⇒ 長野県松本高等家政女学校 ⇒ 長野県松本市立高等女学校（1943年）⇒《新制・統合》長野県松本市立高等学校 ⇒（1954年：県立移管）長野県松本美須々ヶ丘高等学校
- 上田町立上田女子実業補習学校（1917年）⇒ 長野県上田実科高等女学校 ⇒ 長野県上田市立高等女学校（1943年）⇒《新制・統合》上田市立高等学校 ⇒（1949年：県立移管）長野県上田千曲高等学校
- 丸子町立丸子実科高等女学校（1925年）⇒ 長野県依田窪町村組合立丸子実科高等女学校 ⇒ 長野県丸子高等女学校（1943年）⇒《新制》長野県丸子高等学校 ⇒（統合）長野県丸子実業高等学校 ⇒ 長野県丸子修学館高等学校（2007年）
- 永明村立長野県永明高等家政女学校（1942年）⇒ 長野県永明高等女学校（1943年）⇒《新制》組合立長野県永明高等学校 ⇒ 長野県永明高等学校 ⇒ 長野県茅野高等学校（1959年）
- 中箕輪青年学校女子部（1924年）⇒ 中箕輪実科女学校 ⇒ 長野県中箕輪高等女学校（1943年）⇒《新制》長野県中箕輪高等学校 ⇒ 長野県箕輪高等学校 ⇒ 長野県箕輪工業高等学校 ⇒ 長野県箕輪進修高等学校（2008年）
- 軽井沢町立軽井沢高等女学校（1943年）⇒ 長野県軽井沢高等女学校 ⇒《新制》長野県軽井沢高等学校
- 長野県伊那富実科高等女学校（1939年）⇒ 長野県伊那富高等女学校（1943年）⇒ 長野県辰野高等女学校 ⇒《新制》長野県辰野町立辰野高等学校 ⇒（統合）長野県辰野実業高等学校 ⇒ 長野県辰野高等学校（1949年）
- 赤穂村立赤穂染織学校（1903年）⇒ 赤穂女子実業学校 ⇒ 長野県赤穂高等女学校（1943年）⇒《新制・統合》長野県赤穂高等学校
- 高遠町立拓殖青年学校女子部（1935年）⇒ 高遠町立高遠実科高等女学校 ⇒ 高遠町立高遠高等女学校（1943年）⇒《新制・統合》高遠町立高遠高等学校 ⇒ 組合立高遠高等学校 ⇒ 長野県高遠高等学校（1948年）
- 長野県長野実科高等女学校（1919年）⇒ 長野市立高等女学校（1943年）⇒《新制・統合》長野市立高等学校 ⇒（統合）長野市立皐月高等学校 ⇒ 長野市立長野高等学校 ⇒ 長野市立長野中学校・高等学校（2017年）
- 臼田実科高等女学校（1919年）⇒ 長野県臼田高等女学校（1943年）⇒《新制》長野県臼田高等学校 ⇒（2015年：統合）長野県佐久平総合技術高等学校
- 高島裁縫専修学校（1920年）⇒ 諏訪高等家政女学校 ⇒ 諏訪市立高等女学校（1943年）⇒《新制》長野県諏訪市立高等学校 ⇒（統合）諏訪市立諏訪実業高等学校 ⇒（1949年：県立移管）長野県諏訪実業高等学校
- 下諏訪実科高等女学校 ⇒《新制》下諏訪実業高等学校 ⇒（1949年：統合）《新制》長野県諏訪実業高等学校下諏訪分校 ⇒（1988年：閉校）
- 村立水内実科高等女学校（1928年）⇒ 上水内郡水内高等女学校（1943年）⇒《新制・統合》長野県犀峡農業高等学校 ⇒ 長野県犀峡高等学校 ⇒ 長野県篠ノ井高等学校犀峡校（2013年）
- 長野県蓼科実科高等女学校（1926年：長野県蓼科農学校に併設）⇒ 長野県蓼科家政女学校 ⇒《新制・改組》長野県蓼科高等学校
- 長野県稲荷山実科高等女学校（1934年：廃校）

### 私立
- 長野文化学院（1931）⇒《新制》私立長野文化高等学校 ⇒ 文化女子大学付属長野高等学校 ⇒ 文化学園長野高等学校 ⇒ 文化学園長野中学校・高等学校（2014年）
- 長野和洋裁縫女学校（1925年）⇒ 私立長野高等実践女学校 ⇒ 私立長野高等実践女学校 ⇒《新制》長野女子高等学校
- 白菊高等洋裁学校（1945年）⇒ 松本女子専修学校 ⇒《新制》松本女専高等学校 ⇒ 塚原高等学校 ⇒ 青雲高等学校 ⇒ 塚原青雲高等学校 ⇒ 創造学園大学附属高等学校 ⇒ 松本国際高等学校 ⇒ 松本国際中学校・高等学校（2021年）
- 松本女子実業学校 ⇒《新制》松本松南高等学校 ⇒（2010年：閉校）

## 実業学校

### 公立

#### 上高井
- 上高井郡立乙種農学校（1912年）⇒ 上高井農学校 ⇒ 長野県上高井蚕業学校 ⇒ 長野県上高井農学校 ⇒（1942年：県立に移管）⇒《新制》長野県須坂農業高等学校 ⇒ 長野県須坂園芸高等学校（1958年）⇒（2015年：統合）長野県須坂創成高等学校
- 須坂商業学校（1926年：私立）⇒（1929年：須坂町に移管）⇒ 長野県須坂商業学校（1930年）⇒（1944年：須坂工業学校を併設）⇒《新制・統合》長野県須坂商工高等学校 ⇒（上高井郡町村組合に移管）⇒（県立に移管）⇒ 長野県須坂商業高等学校（1951年）⇒（2015年：統合）長野県須坂創成高等学校

#### 上水内
- 長野市立乙種商業学校（1900年）⇒ 長野市立甲種商業学校 ⇒ 長野市立長野商業学校（1913年）⇒（1922年：県立移管）長野県長野商業学校 ⇒《新制・統合》長野県長野商業高等学校
- 長野女子商業学校（1944年）⇒《新制・統合》長野県長野商業高等学校
- 上水内郡組合立東部農学校（1908年）⇒（1923年：県立移管）長野県上水内農学校 ⇒《新制》長野県長野農業高等学校 ⇒ 長野県長野吉田高等学校（1956年）
- 上水内郡組合立北部農学校（1909年）⇒ 長野県上水内郡北部農学校（1936年）⇒《新制》長野県上水内郡北部農業高等学校 ⇒（1949年：県立移管）⇒ 長野県上水内郡北部高等学校 ⇒ 長野県北部高等学校（1987年）
- 組合立西部農学校（1909年）⇒ 長野県上水内郡西部農学校（1920年）⇒（1943年：県立移管）長野県中条農学校 ⇒《新制》長野県中条高等学校 ⇒（2009年：統合）長野県長野西高等学校中条校
- 長野県立工業学校（1918年）⇒ 長野県長野工業学校（1920年）⇒《新制》長野県長野工業高等学校

#### 下高井
- 長野県下高井郡立乙種農蚕学校（1906年）⇒ 下高井農蚕学校 ⇒（1911年：商業科を設置）下高井郡立農商学校 ⇒ 長野県下高井農商学校 ⇒（1924年：商業科を分離）長野県下高井農学校、中野町立実科商業学校（→ 長野県中野商業学校）⇒（1941年：両校を合併）長野県中野農商学校 ⇒《新制》長野県中野実業高等学校 ⇒（2007年：統合）長野県中野立志館高等学校
- 下高井郡立乙種農林学校（1906年）⇒ 長野県下高井農林学校（1920年）⇒《新制》長野県下高井農林高等学校

#### 更級
- 更級郡立乙種農学校（1907年）⇒（1920年：県立移管）長野県更級農学校 ⇒ 長野県更級農業拓殖学校（1922年）⇒ 長野県更級農業学校（1946年）⇒《新制》長野県更級農業高等学校

#### 埴科
- 長野県組合立埴科農蚕学校男子部（1909年）⇒ 長野県埴科実業学校（1925年）⇒（1932年：廃校）
- 長野県組合立埴南農蚕学校（1910年）⇒ 長野県埴南農蚕学校（1920年）⇒ 長野県坂城農業学校（1944年）⇒《新制》長野県坂城農業高等学校 ⇒ 長野県坂城高等学校（1951年）

#### 小県
- 小県蚕業学校（1892年）⇒（1901年：県立移管）長野県甲種小県蚕業学校 ⇒ 長野県上田農業学校（1946年）⇒《新制》長野県小県蚕業高等学校 ⇒ 長野県上田東高等学校（1961年）
- 長野県小県郡組合立丸子農商学校（1912年）⇒（1922年：県立移管）長野県丸子農商学校 ⇒（1944年：併設）長野県丸子農工学校 ⇒《新制》長野県丸子実業高等学校（1948年）⇒ 長野県丸子修学館高等学校（2007年）
- 組合立小県郡東部実科中等学校（1923年）⇒ 長野県小県農学校（1940年）⇒《新制》長野県小県農業高等学校 ⇒ 長野県小県東部高等学校（1949年）⇒ 長野県東部高等学校（1984年）⇒ 長野県東御清翔高等学校（2007年）
- 上田市立商工学校（1942年）⇒ 長野県上田工業学校（1945年）⇒ 長野県上田商工学校 ⇒《新制》上田市立高等学校 ⇒（1949年：県立移管）長野県上田千曲高等学校

#### 北佐久
- 岩村田実業補習学校（1901年）⇒ 岩村田町立乙種農業学校 ⇒（1911年：北佐久郡に移管）長野県北佐久郡立岩村田農学校 ⇒（1920年：長野県に移管）長野県北佐久農学校 ⇒《新制》長野県北佐久農業高等学校 ⇒（2015年：統合）佐久平総合技術高等学校
- 芦田横島三都和村学校組合立蓼科実業補習学校（1900年）⇒ 蓼科乙種農学校 ⇒（1911年：北佐久郡立に移管）北佐久郡立蓼科乙種農学校 ⇒ 長野県北佐久郡立蓼科農学校 ⇒（1922年：県立移管）長野県蓼科農学校 ⇒《新制》長野県蓼科高等学校
  - 長野県蓼科実科高等女学校（1926年：長野県蓼科農学校に併設）⇒ 長野県蓼科家政女学校（1935年）⇒（1944年：廃止）
- 小諸町立小諸実業補習学校（1900年）⇒ 長野県小諸町立乙種小諸商工学校 ⇒（1911年：北佐久郡に移管）北佐久郡小諸商工学校 ⇒ 長野県北佐久郡立小諸商業学校 ⇒ 長野県小諸商業学校（1920年）⇒（1922年：県立移管）⇒《新制》長野県小諸実業高等学校 ⇒ 長野県小諸商業高等学校（1955年）

#### 南佐久
- 南佐久郡立乙種農業学校（1907年）⇒ 南佐久郡立農学校 ⇒ 長野県南佐久農学校 ⇒ 長野県南佐久農蚕学校 ⇒《新制》長野県南佐久農業高等学校 ⇒（1949年：統合）長野県臼田高等学校 ⇒（2015年：統合）長野県佐久平総合技術高等学校
- 中込実業補修学校（1923年） ⇒ 中込木工青年学校（1935年） ⇒《新制》長野県南佐久農業高等学校 ⇒（1949年：統合）長野県臼田高等学校 ⇒（2015年：統合）長野県佐久平総合技術高等学校
- 南佐久郡農学校 臼南分校（1907年）⇒ 南佐久郡立農学校 小海分校 ⇒ 南佐久郡立農学校 北牧分校 ⇒（1923年：組合立となり独立）長野県南佐久農林学校 ⇒《新制》長野県南佐久実業高等学校 ⇒（1949年：県立移管）⇒ 長野県小海高等学校（1975年）
  - 南佐久郡立農学校北牧分校女子部（1920年）⇒ 組合立南佐久家政女学校（1927年）⇒《新制・統合》長野県南佐久実業高等学校 ⇒（1949年：県立移管）⇒ 長野県小海高等学校（1975年）

#### 北安曇
- 池田町立池田実業補修学校（1921年）⇒ 組合立池田実科中等学校（1925年）⇒ 組合立長野県北安曇農学校（1940年）《新制》長野県北安曇農業高等学校（1948年）⇒ 長野県池田工業高等学校（1963年）
- 長野県立北安曇郡小谷実業学校 ⇒ （廃校）

#### 南安曇
- 長野県組合立南安南部農蚕学校（1910年）⇒ 長野県南安曇農蚕学校（1940年）⇒《新制》長野県梓農業高等学校 ⇒（1949年：統合）組合立長野県梓川高等学校 ⇒（1952年：県立移管）長野県梓川高等学校
- 農工補習学校（1904年）⇒ 青年訓練所 ⇒ 青年訓練所充当実業補習学校 ⇒ 公立青年学校長野県東筑摩郡波田実科中等学校 ⇒ 長野県東筑摩西部農学校（1941年）⇒《新制》長野県東筑摩西部農業高等学校 ⇒（1949年：統合）組合立長野県梓川高等学校 ⇒（1952年：県立移管）長野県梓川高等学校
- 長野県南安曇農学校（1920年）⇒《新制》長野県南安曇農業高等学校
- 長野県学校組合立南安北部農学校（1914年）⇒ 長野県穂高農業学校（1944年）⇒《新制》長野県穂高農業高等学校 ⇒ 長野県穂高高等学校（1950年）⇒ 長野県穂高商業高等学校（1971年）

#### 東筑摩
- 東筑摩郡立南部乙種農学校（1911年）⇒ 東筑摩郡立農学校 ⇒（1922年：県立移管、甲種）長野県東筑摩農学校 ⇒《新制》長野県東筑摩農業高等学校 ⇒（1949年：統合）長野県桔梗ヶ原高等学校 ⇒ 長野県塩尻高等学校（1965年）⇒ 長野県塩尻志学館高等学校（2000年）
- 長野県松本工業学校（1939年）⇒《新制》長野県松本工業高等学校
- 長野県松本市立女子商業学校（1944年）⇒《新制・統合》長野県松本市立高等学校 ⇒（1954年：県立移管）長野県松本美須々ヶ丘高等学校

#### 木曽
- 西筑摩郡立乙種山林学校（1901年）⇒ 長野県立甲種木曽山林学校（1906年：県立移管、甲種）⇒ 長野県立木曽山林学校（1911年）⇒ 長野県木曽山林学校（1920年）⇒《新制》長野県木曽山林高等学校 ⇒（2007年：統合）長野県木曽青峰高等学校

#### 諏訪
- 諏訪郡平野村立農蚕学校（1912年）⇒ 諏訪郡平野村立平野蚕糸学校（1919年：甲種）⇒ 諏訪郡平野村立諏訪蚕糸学校（1920年）⇒ 長野県諏訪蚕糸学校（1922年：県立移管）⇒ 長野県岡谷工業学校（1938年）⇒ 《新制》長野県岡谷工業高等学校

- 長野県諏訪郡南部実科中等学校（1927年）⇒ 長野県諏訪農学校（1939年）⇒《新制》長野県諏訪農業高等学校 ⇒（1949年：県立移管）⇒ 長野県富士見高等学校（1951年）
- 長野県諏訪商業学校（1939年）、長野県諏訪女子商業学校（1944年）⇒《新制・統合》諏訪市立諏訪実業高等学校 ⇒（1949年：県立移管）長野県諏訪実業高等学校

#### 上伊那
- 上伊那郡立上伊那簡易農学校（1895年）⇒ 上伊那郡立上伊那甲種農学校 ⇒（1904年：県立移管）長野県立上伊那甲種農学校 ⇒ 長野県上伊那農学校（1911年）⇒《新制》長野県上伊那農業高等学校
- 長野県上伊那郡組合立伊北農蚕学校（1913年）⇒ 長野県上伊那郡伊北農商学校（1921年）⇒（1947年：移管県立）⇒《新制》長野県辰野実業高等学校 ⇒（1949年：統合）長野県辰野高等学校
- 赤穂村立公民実業学校（1917年）⇒ 長野県赤穂公民実業学校 ⇒ 長野県赤穂農商学校 ⇒《新制・統合》長野県赤穂高等学校 ⇒（1961年：農業科を廃止し工業科を新設）⇒（1964年：工業科分離）長野県駒ヶ根工業高等学校

#### 下伊那
- 長野県下伊那農学校（1920年：下伊那郡立）⇒（1922年：県立移管）⇒《新制》長野県下伊那農業高等学校
- 飯田町立長野県飯田職業学校（1921年）⇒ 飯田町立飯田商業学校 ⇒ 飯田市立飯田商業学校 ⇒（1939年：県立移管）長野県飯田商業学校 ⇒ 長野県商工学校（1944年）⇒《新制》長野県飯田実業高等学校 ⇒ 長野県飯田長姫高等学校 ⇒（2013年：統合）長野県飯田OIDE長姫高等学校
- 上郷村立上郷農工技術学校（1946年）⇒《新制》長野県飯田長姫高等学校 上郷分校 ⇒ 組合立長野県飯田工業高等学校 ⇒（1959年：県立移管）長野県飯田工業高等学校 ⇒（2013年：統合）長野県飯田OIDE長姫高等学校
- 喬木村立竜東農学校（1913年）⇒ 喬木村立竜東農蚕学校 ⇒（1949年：廃校）

### 私立
- 私立戊戌学会（1898年）⇒ 私立松本戊戌学校 ⇒ 松本戊戌商業学校 ⇒ 松本商業学校（1911年）⇒（1944年：戦時非常措置）明道工業学校 ⇒ 松本商業学校（1946年）⇒《新制》松商学園高等学校
- 財団法人長野県伊那商業学校（1948年：廃校）

## その他
- 長野市立夜間中学 ⇒ 長野市立夜間中学校 ⇒ 長野市立中学校
- 私立夜間松本中等学校 ⇒ 松本市立松本夜間中等学校 ⇒ 松本市立松本夜間中学校 ⇒ 松本市立高等学校夜間部 ⇒ 長野県松本深志高等学校定時制 ⇒ 長野県松本筑摩高等学校
- 私立夜間上田中等学校
- 私立善光寺向上学院